# Campobasso
Campobasso – miasto i gmina we Włoszech, w regionie Molise, w prowincji Campobasso.
Nazwa miasta, oznaczająca „nisko położone pole”, jest nieadekwatna, ponieważ zbudowano je nie na równinie, lecz na zboczach wzgórza. W miejscowości znajduje się stacja kolejowa Campobasso.
Patronem miasta jest Święty Jerzy, którego dniem obchodów jest 23 kwietnia.
Wiosną roku 1944, podczas II wojny światowej, mieściła się tu Kwatera Główna i szpitale 2 Korpusu Polskiego we Włoszech.

## Linki zewnętrzne

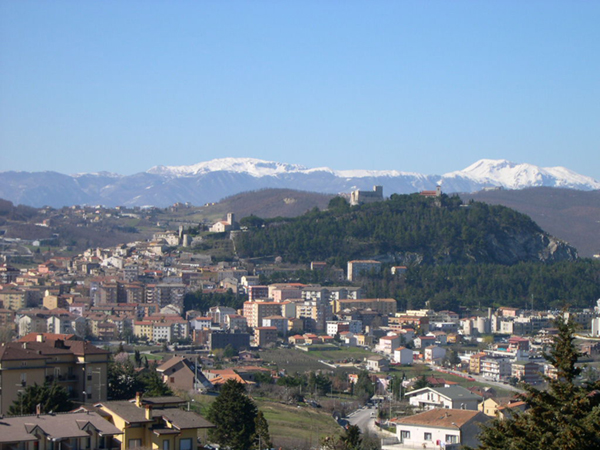
panorama miasta
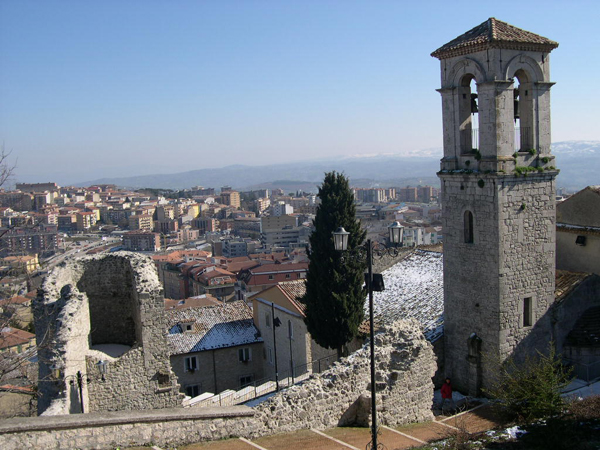
wieża kościoła św. Bartłomieja
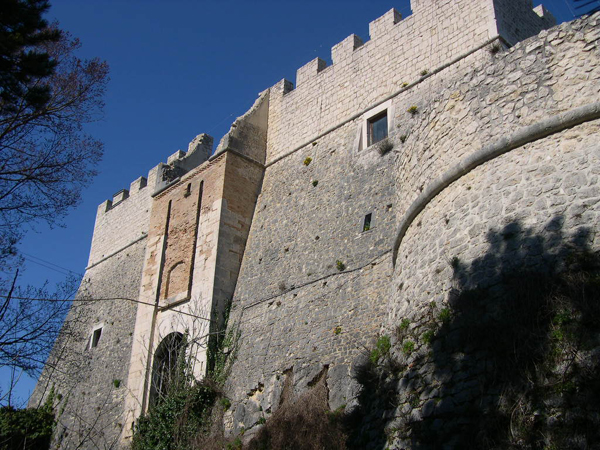
zamek
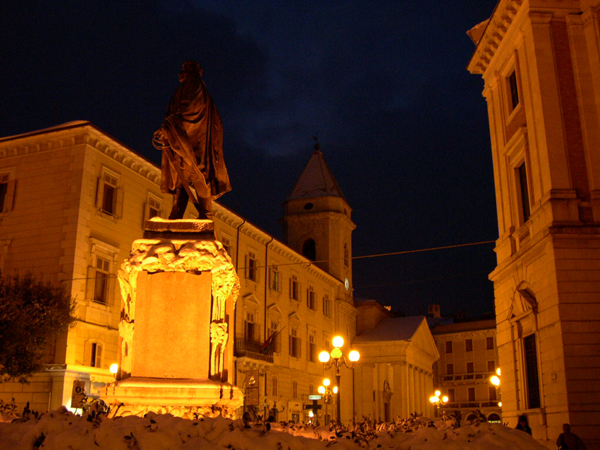
Plac Prefettura